# Wayne et Shuster
Pour les articles homonymes, voir Wayne et Shuster.

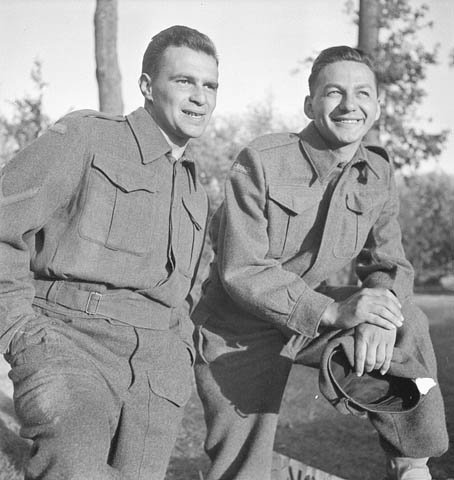
Wayne et Shuster avant un spectacle en France, 1944.

Wayne et Shuster étaient un duo comique canadien formé par Johnny Wayne et Frank Shuster.
Wayne et Shuster se rencontrent à l'école secondaire au Harbord Collegiate Institute à Toronto (Ontario) en 1930. Ils étudient tous deux à l'Université de Toronto, écrivant et jouant dans le théâtre de l'université. En 1941 ils font leurs débuts à la radio CFRB avec leur propre émission, The Wife Preservers, dans lequel ils donnaient des conseils ménagers de façon humoristique. Cette expérience les mène à obtenir leur propre émission humoristique sur le réseau trans-canadien de la Canadian Broadcasting Corporation, intitulé Shuster & Wayne.
Ils s'enrôlent dans l'armée canadienne en 1942 et divertissent les troupes en Europe durant la Seconde Guerre mondiale en faisant partie du Army Show (ils feraient également de même pour la guerre de Corée). Ils reviennent au Canada pour créer le Wayne and Shuster Show pour la CBC Radio en 1946. Ils apparaissent pour la première fois au Ed Sullivan Show aux États-Unis d'Amérique en 1958, et établissent un record en s'y rendant 58 fois au cours des 11 prochaines années.
Wayne et Shuster refusent plusieurs offres de s'établir en permanence aux États-Unis, préférant demeurer à Toronto. Shuster raconte qu'un cadre de réseau de télévision était incrédule du refus du duo devant son offre de leur donner leur propre émission sur un réseau télévisé américain. Le duo expliqua qu'ils en avaient parlé mais avaient décidé qu'avec leurs amis et leurs familles se trouvant à Toronto, ils seraient plus heureux au Canada. Le cadre aurait répliqué : « Il n'y a pas que le bonheur dans la vie ! »
Wayne et Shuster ont créé un genre de comédie « littéraire » combiné à la comédie bouffonne. Ils utilisent souvent des situations et des personnages tirés de Shakespeare ou d'autres classiques ; à leur première apparition à l'émission d'Ed Sullivan, par exemple, ils ont joué une enquête policière moderne en utilisant le Jules César de Shakespeare dans un sketch intitulé Rinse the Blood off My Toga (Rincez le sang de ma toge). Après l'ouverture du Festival de Stratford du Canada en 1958, ils créent un sketch avec pour thème le baseball, utilisant les personnages de Hamlet et Macbeth. Le duo traitaient leur sketches comme les chanteurs le font avec leurs chansons les plus populaires, donnant des versions différentes à plusieurs reprises au cours des années.
Après leur série télévisée hebdomadaire des années 1950, ils commencent une série de spéciaux Wayne & Shuster mensuels à la télévision de CBC au début des années 1960, continuant jusque dans les années 1980 ; à cette époque, leur style de comédie était regardé comme étant démodé. Toutefois, ils furent une influence pour plusieurs humoristes canadiens qui leur succèdent, comme Lorne Michaels, la Royal Canadian Air Farce et The Kids in the Hall. Vers la fin des années 1980, un grand nombre de leurs sketches comiques furent découpés en segments d'une demi-heure et rediffusés partout dans le monde.
Wayne meurt en 1990. Après sa mort le groupe reçoit un Prix Gemini spécial pour leur contribution exemplaire à la télévision canadienne. En 1996 Frank accepte un prix Margaret Collier pour les scénarios du duo et est plus tard fait membre de l'Ordre du Canada. Shuster, qui est décédé en 2002, tenta une carrière solo après la mort de Wayne, mais il a surtout paru dans une série qui faisait la rétrospective de Wayne & Shuster à la CBC au début des années 1990.
Shuster était le cousin de Joe Shuster, le créateur de Superman.